# Herbert Taylor (officier)
Pour les articles homonymes, voir Herbert Taylor.
Herbert Taylor (29 septembre 1775 - 20 mars 1839) est le premier secrétaire particulier du souverain du Royaume-Uni, au service des rois George III, George IV et Guillaume IV.

## Carrière militaire
Il est le fils du révérend Edward Taylor de Bifrons, Patrixbourne, Kent et de sa femme Margaret Payler fille de Thomas Turner Payler d'Ilden, décédé à Bruxelles en 1780. Le diplomate Brook Taylor est son frère cadet. Il rejoint les 2nd Dragoon Guards en tant que cornet en 1794. Plus tard cette année-là, il est promu lieutenant, puis l'année suivante capitaine. En 1795, il est secrétaire adjoint et aide de camp du duc d'York, alors commandant en chef de l'armée britannique. Il est plus tard le secrétaire militaire adjoint du duc d'York, un poste qu'il occupe jusqu'en 1798. Il est ensuite major. En 1798, il est nommé aide de camp, secrétaire militaire et secrétaire particulier de Charles Cornwallis, lord lieutenant d'Irlande. L'année suivante, il retourne au service du duc d'York et y reste jusqu'en 1805, bien qu'il soit transféré au 9th West Indian Regiment en tant que lieutenant-colonel en 1801.
En 1802, avec une période de calme relatif au milieu des guerres napoléoniennes, il est mis à demi-solde. Cette année-là, il rejoint les Coldstream Guards, dont il devient colonel breveté en 1810. En 1805, il devient secrétaire particulier du roi George III, puis, à partir de 1811, secrétaire privé de la reine Charlotte, la reine consort. Il conserve ce poste jusqu'en 1818.
Il commande une brigade à Anvers en 1813-1814 et est envoyé en mission diplomatique auprès de Bernadotte en 1814. Il est député de Windsor de 1820 à 1823. De 1820 à 1827, il est ambassadeur à Berlin puis secrétaire militaire et colonel à vie du 85e régiment d'infanterie en 1823. Il est le premier et principal aide de camp du roi George IV en 1827, et également secrétaire adjoint à la guerre. De 1828 à 1830, il est adjudant général des Forces. Il devient secrétaire particulier du nouveau roi, Guillaume IV, en 1830. À la mort du roi en 1837, il se retire, bien qu'il soit le premier et principal aide de camp de la reine Victoria de 1837 à 1839.
Il devient Major général en 1813 et Lieutenant général en 1825. Il est maître de l'hôpital St Katherine, de Regent's Park, et maître arpenteur et arpenteur général de l'Ordnance à partir de 1828. Il est décédé en 1839. Le monument qui lui est dédié à Sainte-Catherine est du sculpteur Peter Rouw.